# 블레이즈 베일리
블레이즈 베일리(영어: Blaze Bayley, 1963년 5월 29일 ~ )는 영국의 가수, 음악가, 작곡가, 작사가다. 1984년부터 1994년까지 울프스베인의 리드 싱어로 활동했으며, 2007년과 2009년 재결합에 이어 2010년부터 현재도 울프스베인의 리드 싱어로 활동하고 있다. 베일리는 1994년부터 1999년까지 아이언 메이든의 리드 싱어였다. 이후 솔로 활동에 나섰다.

## 어린 시절
베일리는 1963년 5월 29일 영국 버밍엄에서 베일리 알렉산더 쿡(영어: Bayley Alexander Cooke)으로 태어났다. 베일리는 학교에서 드라마를 즐겼고 학교 합창단에 들어갔지만 합창 연습에 참석한 소녀들에게 더 관심이 있었기 때문에 쫓겨났다. 베일리는 섹스 피스톨즈 커버와 몇 가지 독창적인 소재를 연주한 6번째 폼 밴드의 리허설도 시청하곤 했다. 블레이즈가 무대에서 가수가 되고 싶다고 결정한 것은 처음이었다.
베일리는 직업을 찾거나 집에서 쫓겨나도록 부모로부터 위협을 받은 후 호텔 짐꾼으로 야간 근무를 시작했다. 그는 작가 폴 스텐닝에게 이렇게 말했다. "저는 제 모든 음반을 듣곤 했던 야간 짐꾼으로 일했습니다. 아주 작은 카세트 플레이어로 끝맺음을 합니다. 저는 야간에 네다섯 번 정도 음반을 듣곤 했어요. 제가 가장 많이 들었던 음반 중 두 음반은 아이러니하게도 《Piece of Mind》와 《The Number of the Beast》였습니다."

## 음반 목록

### 솔로
- Silicon Messiah (2000)
- Tenth Dimension (2002)
- Blood & Belief (2004)
- The Man Who Would Not Die (2008)
- Promise and Terror (2010)
- The King of Metal (2012)
- Infinite Entanglement (2016)
- Endure and Survive - Infinite Entanglement Part II (2017)
- The Redemption of William Black - Infinite Entanglement Part III (2018)
- December Wind - Classical Acoustic with Thomas Zwijsen (2018)
- Live in France (2019)
- Live in Czech (2020)

### 아이언 메이든
- The X Factor (1995)
- Best of the Beast (1996)
- Virtual XI (1998)
- Ed Hunter (1999)
- Best of the 'B' Sides (2002)
- Edward the Great (2002)
- The Essential Iron Maiden (2005)